# 經義考
《經義考》，原名《經義存亡考》，中國經學文獻的目錄。由清代朱彝尊所撰、盧見曾所編。於1695年至1699年間成書，1705年開始發行。
《經義考》是朱彝尊辭官之後，仿马端临《文獻通考·经籍考》体例的作品，統考歷代之見解來整理古今經學文獻，著录了自先秦迄至清初八千四百多种的经学著述。
朱彝尊生前仅刊行了一百六十七卷，乾隆十八年（1753年），盧見曾在寓居淮南的朱彝尊之孫朱稻孫處見到《經義考》未刻之原稿，決定捐資補纂，增加“凡例”。乾隆十九年（1754年）夏，由祁門馬曰琯、馬曰璐兄弟主事補刻《经义考》一百三十卷，前後合計二百九十七卷，再加上卷二百八十六《宣讲》《立学》、卷二百九十九〈家學〉、卷三百〈自序〉三卷，全書共有三百卷，最後改名為《經義考》，分“存”、“佚”、“阙”、“未见”四门。
《經義考》把經學文獻分類為：《易》、《書》、《詩》、《周禮》、《儀禮》、《禮記》、通禮、《樂》、《春秋》、《論語》、《孝經》、《孟子》、《爾雅》、群經、四書、逸經、毖緯、擬經、承師、宣講、立學、刊石書壁、鏤版、著錄、通說等凡二十六類，末附家学、自序两篇。所收錄的經書都列出撰人姓名、書名、卷（篇）數，並且註明存、闕、佚、未見和偽書，另有《尚书》之《洪范五行传》、《大戴礼记》之《夏小正》是原属某经又自成卷帙的经籍。最後的是“按語”，是朱尊自己的考訂。《四库全书总目》评“上下二千年间，元元本本，使传经原委，一一可稽，亦可以云详赡矣。”
清代翁方綱依據《經義考》撰有《經義考補正》12卷，羅振玉有《經義考目錄附校記》9卷，而沈廷芳則撰有《續經義考》。章學誠打算續寫《經義考》，後得河南巡抚畢沅的協助開始编纂《史籍考》，惜咸豐年間書稿毀於戰火。